# یوام‌ام ۴x۴

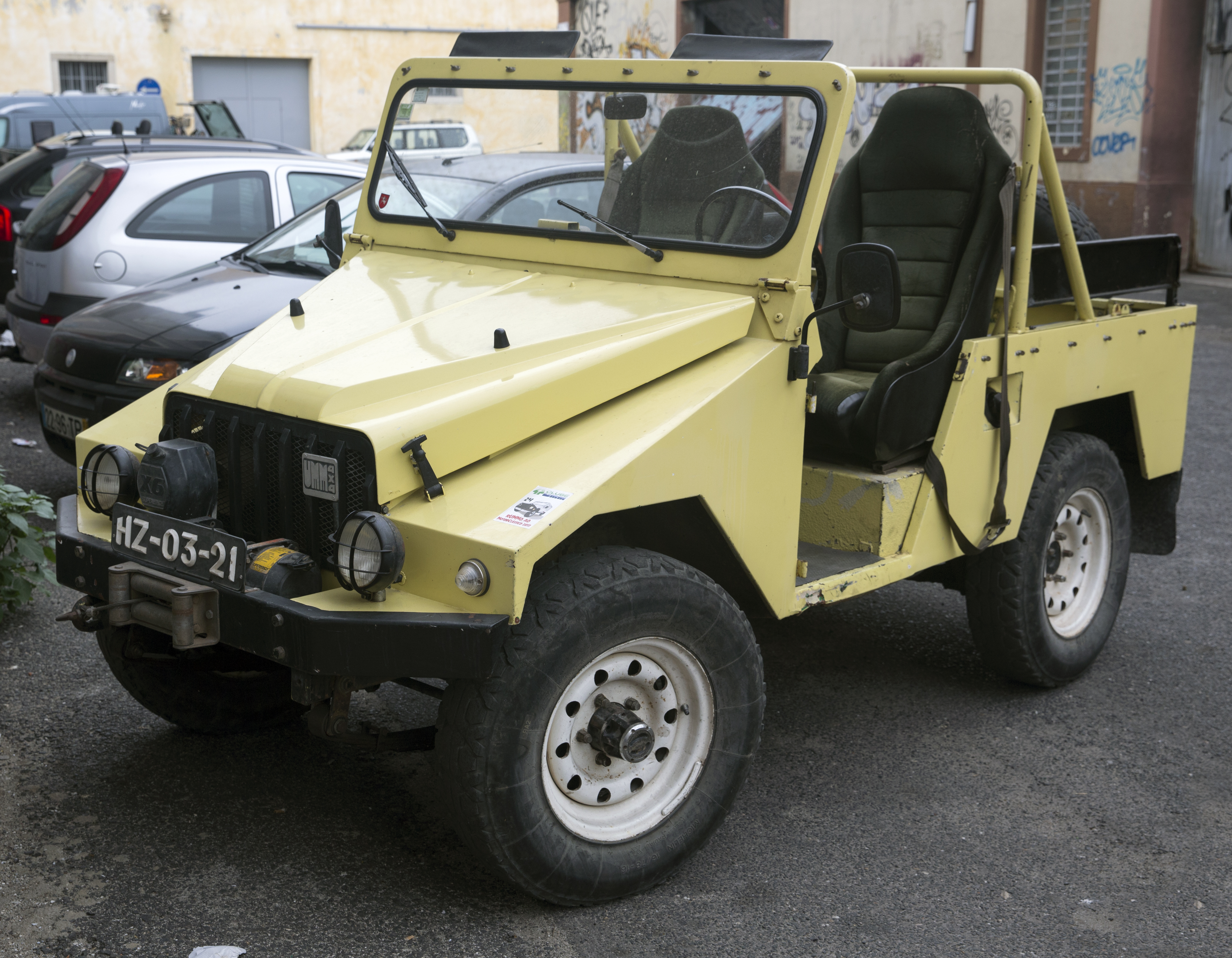
نسل اول آفرود UMM که در لیسبون پرتغال دیده شد. آن صندلی ها اصل نیستند.

یوام‌ام ۴x۴ (UMM 4x4) خودرویی است که در سال‌های ۱۹۷۹ تا ۱۹۸۴در ستوبال و  پرتغال تولید شده‌است.
این خودرو در کلاس خودروی بیابانگرد قرار گرفته، طراحی آن خودروهای موتور جلو-محور عقب  و خودرو چهار چرخ محرک بوده ‌است. سیستم جعبه‌دندهٔ آن ۴ دنده به صورت دستی است.